# كنيسة ازترغوم

كنيسة ازترغوم هي كنيسة رومانية كاثوليكية تقع في مدينة ازترغوم، المجر.